# Muizat Ajoke Odumosu

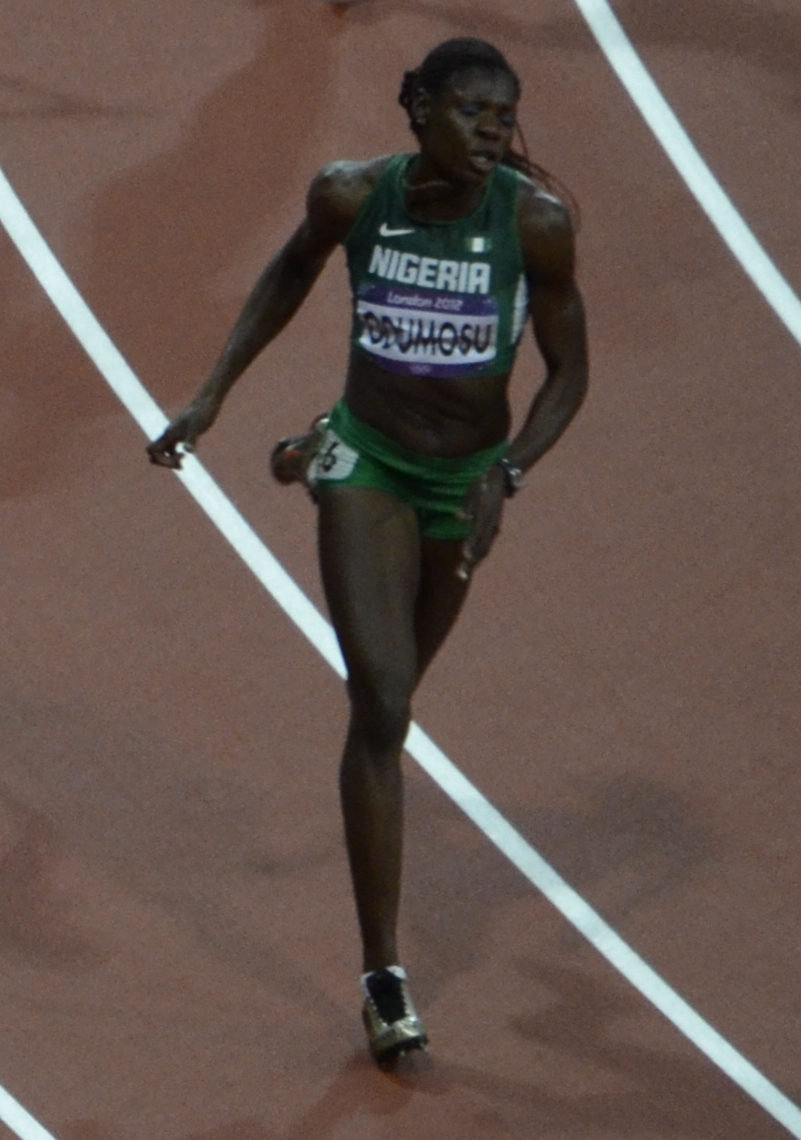
Muizat Ajoke Odumosu, 2012

Muizat Ajoke Odumosu (* 27. Oktober 1987 in Lagos) ist eine nigerianische Hürdenläuferin, die sich auf die 400-Meter-Distanz spezialisiert hat. Wegen ihrer Sprintstärke startet sie auch im 400-Meter-Lauf und in der 4-mal-400-Meter-Staffel.
2007 gewann sie Bronze bei den Panafrikanischen Spielen in Algier, schied jedoch bei den Weltmeisterschaften in Ōsaka im Vorlauf aus. Im Jahr darauf siegte sie bei den Afrikameisterschaften in Addis Abeba über 400 Meter Hürden. Bei den Olympischen Spielen 2008 in Peking erreichte über 400 Meter das Halbfinale und kam mit der nigerianischen 4-mal-400-Meter-Stafette auf den siebten Platz.
2009 schied sie bei den Weltmeisterschaften in Berlin über 400 Meter Hürden im Halbfinale aus und belegte mit der nigerianischen Stafette den sechsten Rang. Im Jahr darauf gewann sie bei den Afrikameisterschaften 2010 in Nairobi Silber über 400 Meter Hürden und Gold in der Staffel. Einem zweiten Platz beim Continental-Cup in Split folgte der Sieg bei den Commonwealth Games in Delhi.
2011 erreichte sie bei den Weltmeisterschaften in Daegu über 400 Meter Hürden das Halbfinale und wurde in der Staffel Siebte. Danach siegte sie bei den Panafrikanischen Spielen in Maputo.
2012 siegte sie bei den Afrikameisterschaften in Porto Novo und wurde Achte bei den Olympischen Spielen in London. Bei den Weltmeisterschaften 2013 in Moskau wurde sie im Vorlauf wegen eines Fehlstarts disqualifiziert.

## Bestzeiten
- 200 m: 23,42 s, 10. Juli 2010, Donnas
- 400 m: 51,39 s, 16. August 2008, Peking
  - Halle: 52,78 s, 21. Februar 2009, Blacksburg
- 400 m Hürden: 54,40 s, 6. August 2012, London